# Harald III van Denemarken
Harald III (1041 - 17 april 1080), bijgenaamd Harald Hen, was koning van Denemarken van 1076 tot 1080.
Harald III was een bastaardzoon van Svend Estridsen (Sven II). Hij werd tot koning benoemd na een verkiezing aan de kust in het noorden van Seeland. Over het algemeen wordt hij gezien als een vredelievende en capabele heerser, die zich bezighield met het verbeteren van de Deense munten. De middeleeuwse kroniekschrijver Saxo Grammaticus) beschrijft hem als een zwakke en ineffectieve koning, die te veel zijn oren naar het gewone volk liet hangen. Latere historici zien hem als een 'democratisch' vorst om dezelfde redenen.
Gorm · Harald I · Sven I · Harald II · Knoet II · Knoet III · Magnus I · Sven II · Harald III · Knoet IV · Olaf I · Erik I · Niels · Erik II · Erik III · Sven III · Knoet V · Waldemar I · Knoet VI · Waldemar II · Erik IV · Abel · Christoffel I · Erik V · Erik VI · Christoffel II · Waldemar III · Christoffel II · Waldemar IV · Olaf II · Margaretha I · Erik VII · Christoffel III · Christiaan I · Johan · Christiaan II · Frederik I · Christiaan III · Frederik II · Christiaan IV · Frederik III · Christiaan V · Frederik IV · Christiaan VI · Frederik V · Christiaan VII · Frederik VI · Christiaan VIII · Frederik VII · Christiaan IX · Frederik VIII · Christiaan X · Frederik IX · Margrethe II · Frederik X